# 징수
징수(徵收)는 법적 근거에 의해 국가가 납부기일에 납세의무자에게 조세를 부과하고 납세 의무자로부터 국가가 이를 수납하는 것을 말한다.
대한민국에서는 기획재정부 장관이 세입의 징수, 수납에 관한 사무를 총괄하고, 각 중앙관서의 장은 그 소관의 세입의 징수, 수납에 관한 사무를 관장한다.

## 같이 보기
- 수용권